# Ambetter Health 400
De Ambetter Health 400 is een race uit de NASCAR Cup Series. De wedstrijd wordt in het najaar gehouden op de Atlanta Motor Speedway in Hampton over een afstand van 500,5 mijl of 805,5 km. De eerste editie werd gehouden in 1960 en werd gewonnen door Fireball Roberts. Van 2004 tot 2008 behoorde deze race tot een van de tien races van de Chase for the Championship. In het voorjaar werd tot 2010 op hetzelfde circuit de Kobalt Tools 500 gehouden.

## Namen van de race
- Dixie 300 (1960)
- Dixie 400 (1961 - 1966)
- Dixie 500 (1967 - 1979)
- Atlanta Journal 500 (1980 - 1990)
- Hardee's 500 (1991)
- Hooters 500 (1992 - 1994)
- NAPA 500 (1995 - 2002)
- Bass Pro Shop MBNA 500 (2003 - 2006)
- Pep Boys Auto 500 (2007 - 2009)
- Emory Healthcare 500 (2010)
- AdvoCare 500  (2011 -)

## Winnaars
| Jaar                   | Winnaar          | Auto      |
| Dixie 300              | Dixie 300        | Dixie 300 |
| ---------------------- | ---------------- | --------- |
| 1960                   | Fireball Roberts | Pontiac   |
| Dixie 400              |                  |           |
| 1961                   | David Pearson    | Pontiac   |
| 1962                   | Rex White        | Chevrolet |
| 1963                   | Junior Johnson   | Chevrolet |
| 1964                   | Ned Jarrett      | Ford      |
| 1965                   | Marvin Panch     | Ford      |
| 1966                   | Richard Petty    | Plymouth  |
| Dixie 500              |                  |           |
| 1967                   | Dick Hutcherson  | Ford      |
| 1968                   | LeeRoy Yarbrough | Ford      |
| 1969                   | LeeRoy Yarbrough | Ford      |
| 1970                   | Richard Petty    | Plymouth  |
| 1971                   | Richard Petty    | Plymouth  |
| 1972                   | Bobby Allison    | Chevrolet |
| 1973                   | David Pearson    | Mercury   |
| 1974                   | Richard Petty    | Dodge     |
| 1975                   | Buddy Baker      | Ford      |
| 1976                   | Dave Marcis      | Dodge     |
| 1977                   | Darrell Waltrip  | Chevrolet |
| 1978                   | Donnie Allison   | Chevrolet |
| 1979                   | Neil Bonnett     | Mercury   |
| Atlanta Journal 500    |                  |           |
| 1980                   | Cale Yarborough  | Chevrolet |
| 1981                   | Neil Bonnett     | Ford      |
| 1982                   | Bobby Allison    | Buick     |
| 1983                   | Neil Bonnett     | Chevrolet |
| 1984                   | Dale Earnhardt   | Chevrolet |
| 1985                   | Bill Elliott     | Ford      |
| 1986                   | Dale Earnhardt   | Chevrolet |
| 1987                   | Bill Elliott     | Ford      |
| 1988                   | Rusty Wallace    | Pontiac   |
| 1989                   | Dale Earnhardt   | Chevrolet |
| 1990                   | Morgan Shepherd  | Ford      |
| Hardee's 500           |                  |           |
| 1991                   | Mark Martin      | Ford      |
| Hooters 500            |                  |           |
| 1992                   | Bill Elliott     | Ford      |
| 1993                   | Rusty Wallace    | Pontiac   |
| 1994                   | Mark Martin      | Pontiac   |
| NAPA 500               |                  |           |
| 1995                   | Dale Earnhardt   | Chevrolet |
| 1996                   | Bobby Labonte    | Chevrolet |
| 1997                   | Bobby Labonte    | Pontiac   |
| 1998                   | Jeff Gordon      | Chevrolet |
| 1999                   | Bobby Labonte    | Pontiac   |
| 2000                   | Jerry Nadeau     | Chevrolet |
| 2001                   | Bobby Labonte    | Pontiac   |
| 2002                   | Kurt Busch       | Ford      |
| Bass Pro Shop MBNA 500 |                  |           |
| 2003                   | Jeff Gordon      | Chevrolet |
| 2004                   | Jimmie Johnson   | Chevrolet |
| 2005                   | Carl Edwards     | Ford      |
| 2006                   | Tony Stewart     | Chevrolet |
| Pep Boys Auto 500      |                  |           |
| 2007                   | Jimmie Johnson   | Chevrolet |
| 2008                   | Carl Edwards     | Ford      |
| 2009                   | Kasey Kahne      | Dodge     |
| Emory Healthcare 500   |                  |           |
| 2010                   | Tony Stewart     | Chevrolet |
| AdvoCare 500           |                  |           |
| 2011                   | Jeff Gordon      | Chevrolet |
| 2012                   | Denny Hamlin     | Toyota    |
| 2013                   | Kyle Busch       | Toyota    |

Huidige races:
Can-Am Duel ·
Daytona 500 ·
Subway Fresh Fit 500 ·
Kobalt Tools 400 ·
Food City 500 ·
Auto Club 400 ·
STP Gas Booster 500 ·
NRA 500 ·
Aaron's 499 ·
Toyota Owners 400 ·
Bojangles' Southern 500 ·
FedEx 400 ·
Coca-Cola 600 ·
STP 400 ·
Pocono 400 ·
Quicken Loans 400 ·
Toyota/Save Mart 350 ·
Coke Zero 400 ·
Quaker State 400 ·
Camping World RV Sales 301 ·
Brickyard 400 ·
Gobowling.com 400 ·
Cheez-It 355 at The Glen ·
Pure Michigan 400 ·
Irwin Tools Night Race ·
AdvoCare 500 (Atlanta Motor Speedway) ·
Federated Auto Parts 400 ·
Geico 400 ·
Sylvania 300 ·
AAA 400 ·
Hollywood Casino 400 ·
Bank of America 500 ·
Camping World RV Sales 500 ·
Goody's Headache Relief Shot 500 ·
AAA Texas 500 ·
AdvoCare 500 (Phoenix International Raceway) ·
Ford EcoBoost 400

Voormalige races:

Buddy Shuman 276 ·
Budweiser 400 ·
Budweiser NASCAR 400 ·
Columbia 200 ·
Coors 420 ·
First Union 400 ·
Greenville 200 ·
Hickory 276 ·
Kobalt Tools 500 (Atlanta Motor Speedway) ·
Los Angeles Times 500 ·
Mountain Dew Southern 500 ·
Northern 300 ·
Pepsi 420 ·
Pepsi Max 400 ·
Pickens 200 ·
Pop Secret Microwave Popcorn 400 ·
Sandlapper 200 ·
Subway 400 ·
Tyson Holly Farms 400 ·
Winston Western 500